# الدینووا دو لا سرزویلا
الدینووا دو لا سرزویلا (به اسپانیایی: Aldeanueva de la Serrezuela) یک شهرستان در اسپانیا است که در سگبیا واقع شده‌است.